# Prince Asubonteng
Prince Asubonteng, né le 6 mars 1986 à Kumasi, est un joueur de football ghanéen. Il évolue au poste d'attaquant. 

## Carrière
Prince Asubonteng commence sa carrière professionnelle au Beerschot AC. Il joue son premier match en Jupiler League le 4 mai 2003, lors d'une rencontre face au RSC Anderlecht. Au total, Prince Asubonteng dispute 38 matchs en Jupiler League avec l'équipe de Beerschot.
En 2006, il est transféré au club espagnol du Racing de Ferrol. Le club évolue en troisième division espagnole et monte en deuxième division (Liga Adelante) à l'issue de la saison. Prince Asubonteng joue ensuite pendant quelques mois au CD Baza.
Lors du mercato d'été 2008, il quitte l'Espagne et rejoint les Pays-Bas, en signant un contrat avec le club du FC Eindhoven. L'équipe évolue en Eerste divisie (D2). Puis, lors du mercato d'été 2010, il retourne en Belgique, s'engageant en faveur du club de Dessel Sport (D2 belge).